# Чімхова
Чімхова (словац. Čimhová) — село, громада округу Тврдошін, Жилінський край. Кадастрова площа громади — 16.39 км².
Населення 679 осіб (станом на 31 грудня 2018 року).

## Історія
Чімхова згадується 1438 року.

## Населення
| Рік:            | 1994. | 2004.   | 2014.   | 2024.   |
| --------------- | ----- | ------- | ------- | ------- |
| Кількість осіб: | 596   | 648     | 678     | 681     |
| Різниця:        |       | +8,72 % | +4,62 % | +0,44 % |

| Рік:            | 2023. | 2024.   |
| --------------- | ----- | ------- |
| Кількість осіб: | 672   | 681     |
| Різниця:        |       | +1,33 % |